# ميدان العباسية

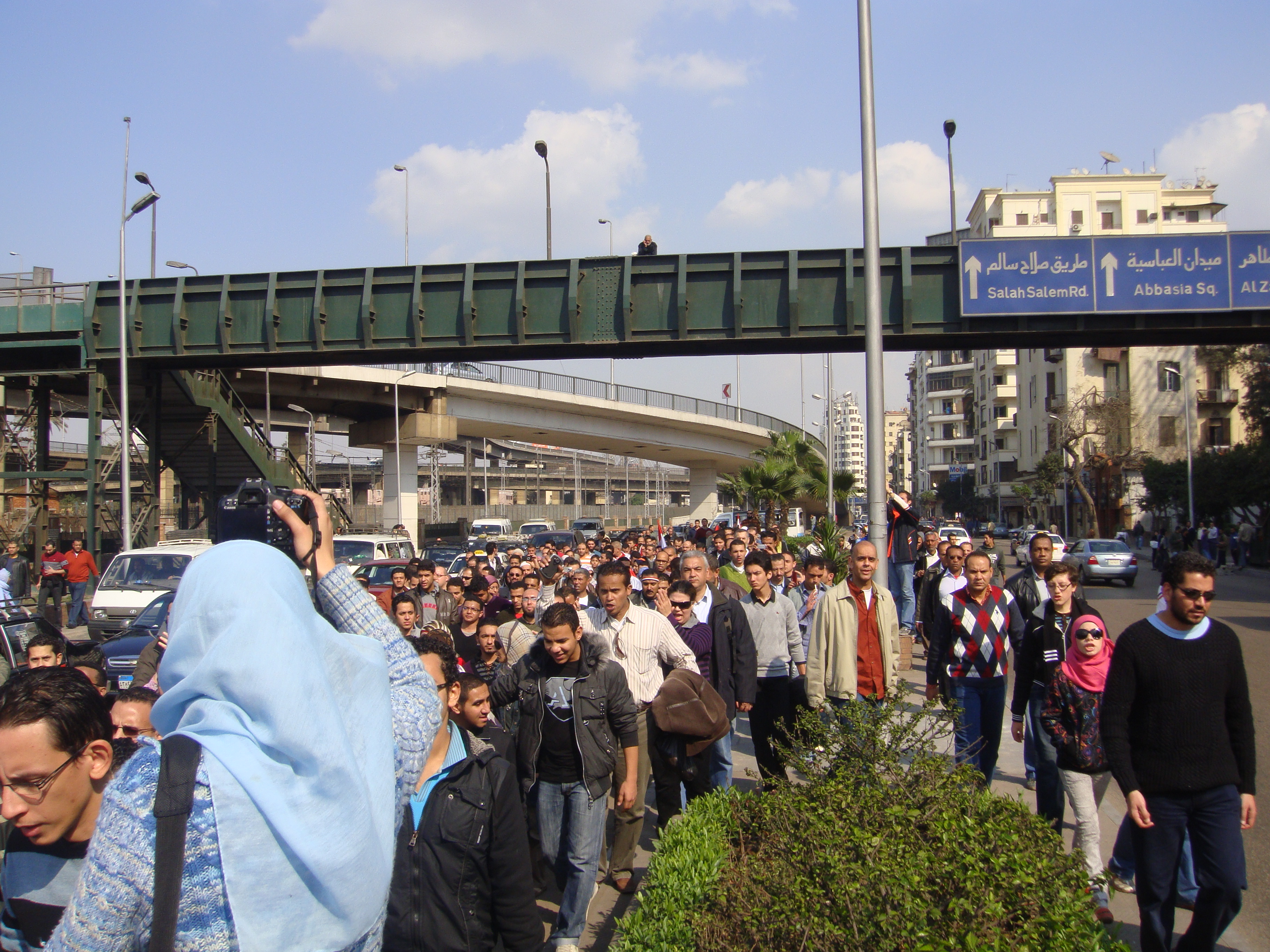
يوم مغادرة حسني مبارك، في ميدان العباسية

ميدان العباسية هو ميدان قديم يوجد في وسط القاهرة وهو يتبع حى الوايلي. يوجد بالميدان العديد من المصالح الحكومية والمنشآت العامة مثل جامعة عين شمس ومصلحة الأحوال المدنية وكلية الشرطة القديمة ونقابة التطبيقين ويمر منه الخط الثالث لمترو الانفاق ويوجد به موقف للأتوبيسات.
يربط الميدان بين مدينة نصر شرقا واتجاه رمسيس غربا وشارع الجيش والعتبة جنوبا ومصر الجديدة وجسر السويس شمالا وحدائق القبة في الشمال الغربي.